# Hill McAlister
Harry Hill McAlister, född 15 juli 1875 i Nashville, Tennessee, död 30 oktober 1959 i Nashville, Tennessee, var en amerikansk demokratisk politiker. Han var guvernör i delstaten Tennessee 1933-1937.
McAlister avlade 1897 juristexamen vid Vanderbilt University och inledde därefter sin karriär som advokat i Nashville. Han var stadsåklagare i Nashville 1904-1910. Han var demokratisk elektor i presidentvalet i USA 1916. Han var sedan delstatens finansminister (skattmästare, State Treasurer) i Tennessee 1919-1927 och 1931-1933.
McAlister förlorade demokraternas primärval inför 1926 års guvernörsval mot ämbetsinnehavaren Austin Peay. Två år senare utmanade han Peays efterträdare Henry Hollis Horton i primärvalet utan framgång. Med stöd från kongressledamoten E.H. Crump lyckades McAlister till sist vinna 1932 års guvernörsval. Han omvaldes två år senare. Under den andra mandatperioden som guvernör förlorade McAlister stödet från "Boss" Crump. Han ansåg att möjligheterna till att bli omvald var ytterst små utan Crumps stöd och kandiderade inte till en tredje mandatperiod som guvernör.
McAlisters grav finns på Mount Olivet Cemetery i Nashville.